# Karel Eduard z Lány
Karel Eduard z Lány (9. února 1838, Ratiboř – 8. února 1903, Černilov) byl potomkem původem uherského šlechtického rodu Lányi, jenž se na počátku 19. stol. usadil rovněž v Čechách a na Moravě.

## Život
Karel Eduard L. studoval theologii na univerzitách ve Vídni, Basileji, Halle, Praze a skotském Edinburghu. Roku 1864 byl ordinován a stal se evangelickým farářem augšpurského vyznání v Černilově u Hradce Králové. Po vzoru svých předků se velkou měrou podílel na organizování evangelické církve. Roku 1870 založil a na své náklady sám redigoval časopis českých luteránů Evangelický Církevník. Zřídil nové farní sbory a kazatelské stanice (filiální sbory) a v roce 1878 založil novou evangelickou školu v Černilově. Roku 1883 založil významný evangelický chlapecký alumnát pro žáky středních škol v Hradci Králové – „Lutherův ústav“. V roce 1902 byl pak zvolen prvním superintendentem nové českojazyčné Východní superintendence a. v. v Čechách.
Byl třikrát ženat a měl 10 dětí, mezi jeho syny byli např. teolog Karel Bohuslav Lány, misijní pracovník a cestovatel Martin Bohdan Lány či právník Emil Pavel Lány.
Jeho bratr Ludvík Lány (1856–1917) byl baptistickým kazatelem v Americe.
Je pohřben na evangelickém hřbitově v Černilově.